# Строманте
Строманте (Stromanthe) е род растения от семейство Marantaceae включващ 28 вида предимно цветя. Растенията от род Stromanthe са компактни и ниско растящи листа с характерни ярки белези.

## Видове
| - Stromanthe amabilis - Stromanthe angustifolia - Stromanthe boliviana - Stromanthe confusa - Stromanthe eximia | - Stromanthe guapilesensis - Stromanthe humilis - Stromanthe jacquinii - Stromanthe lubbersiana - Stromanthe lutea |